# 仙台市立上杉山中学校
仙台市立上杉山中学校（せんだいしりつ かみすぎやまちゅうがっこう、英:Kamisugiyama Junior High School）は、宮城県仙台市青葉区上杉六丁目にある公立中学校。愛称は「上中」（かみちゅう）。 仙台第四中学校として1947年4月1日に開校した。仙台市内で最も古い中学校の一つである。

## 概要
仙台市中心部（一番町、官公署街など）に位置する為、、他校に比べて転入・転校する生徒が多い。
北海道白老町立白翔中とは、姉妹校調印をしており、交互に記念品の交換をしたり、修学旅行で白翔中を訪問したり、といった積極的な交流活動を行っている。（詳しくは下記「姉妹校・分校」欄を参考。）
また、現在の校舎は、1972年第一期竣工（完成）されたものであり、2022年で築50年となる。

## 校風
校風としては、伝統を重んじる風潮が強く、伝統ある学校で学んでいるという誇りと自信を育てる活動を展開している。（年季の入った校舎も伝統の一つである）最たる例である「上中魂」という言葉は、上中生が持つべき志や態度として示され、各学年が全校行事において目指す象徴だ。そのため、学校行事に対して意識が高く、活気がある。

## 校歌
昭和22年4月1日の仙台市立第四中学校の学校設置以来、昭和24年10月の上杉山中学校への校名変更に至るまでに、あらゆる障害を凌いで生徒たちが力強く歩む、そのような校風を作りたいと、東北大学の教授から初代校長に着任した千葉胤成は校歌制定を熱望し、作詞者として決定した巽聖歌と数人の職員とともに上杉山通から台原付近を散策した。
その際、千葉校長は、上杉山の地名は聳え立つ杉の木を連想させ、杉の若木がすくすくと伸びてやがて大きな大木となることから、その姿に生徒の姿を重ね合わせたという。
その後作曲の段となり、仙台出身の演奏家であり作曲家であった福井文彦により、流麗かつ荘厳な曲調が付されることとなった。各節にある「上杉山～われらの中学」の繰り返しは福井の創造によるものとされている。
校歌発表会は昭和24年12月に校舎で盛大に行われ、管弦楽演奏に乗せて、齋藤克子が華麗に歌い上げた。この時の演奏は誠に堂々たるもので、上杉山の生徒が心の糧として、永く歌い継ぐに相応しいものだったと言い伝えられる。
| 1番 | 見よ大空にそびえ立つ 杉の大樹のその蒼さ これぞ母校の象徴と 讃えん常に高らかに 上杉山上杉山われら われら われら われらの中学 |
| 2番 | 大仙台の北にして 養賢堂の跡ちかく 享くるは永き伝統の 学びの道のそのこころ 上杉山上杉山われら われら われら われらの中学     |
| 3番 | 泉が岳に湧く雲の 悠々たるを眺めては わが若き日の幸福の 涯なき行手おもうかな 上杉山上杉山われら われら われら われらの中学   |

## 学区

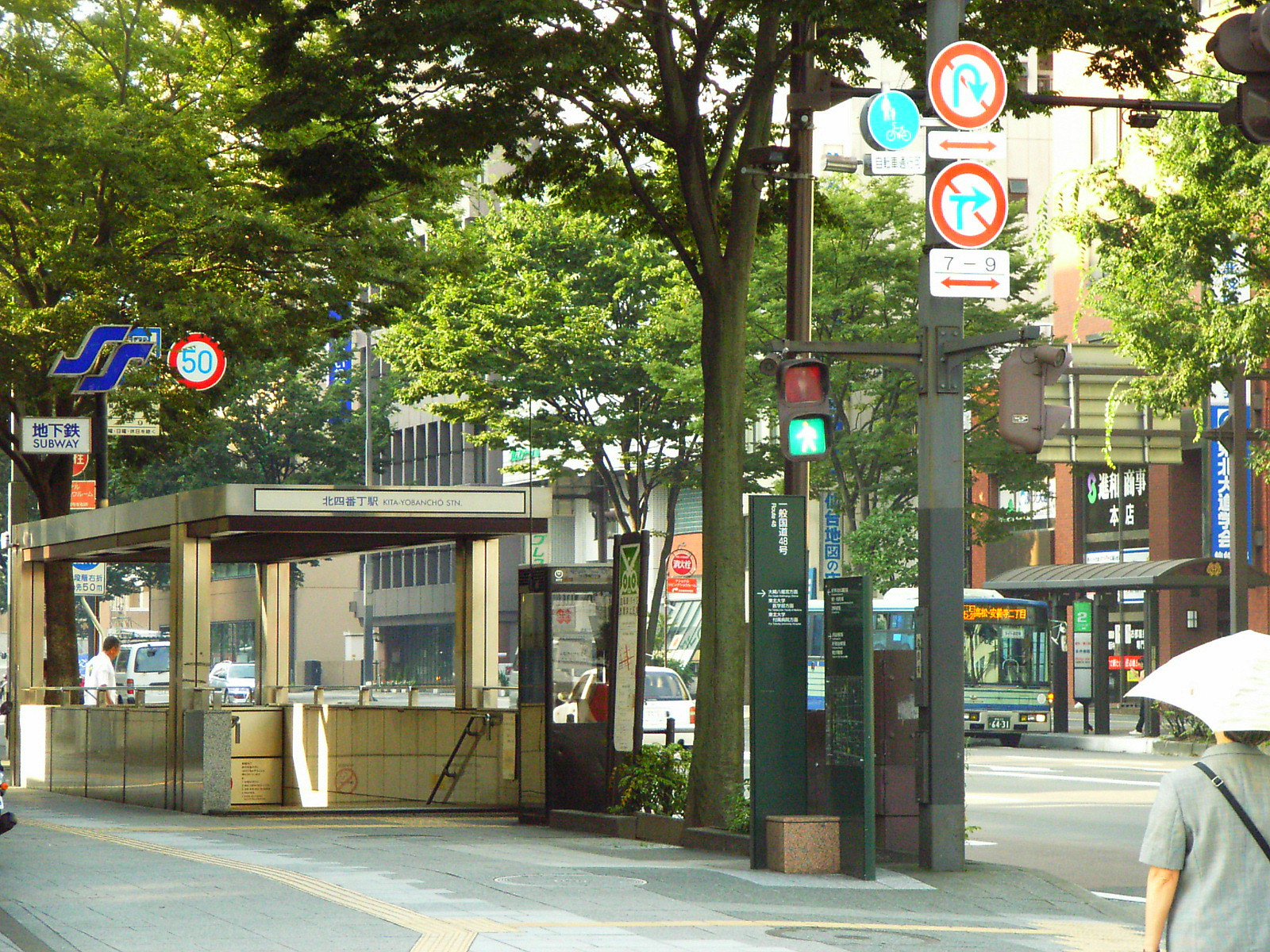
通学路である二日町・北四番丁

- 仙台市立上杉山通小学校（一部地域を除く全学区）
- 仙台市立通町小学校（堤通雨宮町の一部）
- 仙台市立北六番丁小学校（上杉、宮町、台原南東部の一部）
- 仙台市立台原中学校（台原南部の一部）

上杉山中学区は以下4小学区から構成されているが、中学区全体の90％以上が上杉山通小学区であり、入学生のほとんどは同小学校の卒業生である。それ以外の小学区からの進学者は学区が極めて狭いことから例年数名程度となっている。また、中学入学時に他地域から転入する入学生が多いことも特徴である。

## 教育方針

### 学校教育目標
- 「未来に向かって生き生きと心豊かにたくましくしなやかに生きる生徒の育成」[3]

### 目指す学校像
- 「挨拶と歌が響きあい，共に清く豊かに生活できる学校」[3]
- 「生徒一人一人が生き生きと活動し，輝ける場がある学校」[3]

### 目指す教師像
- 「生徒，保護者，地域から信頼される教師」[3]

### 目指す生徒像
1. 「互いに尊重し，共に支え合う心豊かな生徒」[3]
2. 「自らの心身の健康と他への献身に努力する生徒」[3]
3. 「自らの課題を見付け，学習や諸活動に主体的に取り組む生徒」[3]

### 特色ある教育活動
1. 「朝読書の実施」「キャリア教育の充実」「活発な生徒会活動」「ボランティア活動やJRC活動の取組」「考え議論する“道徳”の授業の創造」[3]
2. 「日本の伝統文化の継承」「良き校風の形成と継承」「YOSAKOIや和太鼓の活動」「部活動への主体的な取組」「SDGsの理念の理解と学校行事や授業での取組の増進」[3]
3. 「授業形態の工夫（グループ学習・ティームティーチング指導・少人数指導・GIGAスクール導入）」「多様な関わりの中で他者と協働しながら深く学ぶ生徒の育成」[3]

## 制服
現在の制服
平成7年（1995年）4月から、男子は白ワイシャツにネクタイと紺色のブレザーに同色のズボンを、女子は白ブラウスに蝶ネクタイ紺のダブルのブレザーに同色のスカートを着用する奨励服に決めた。ボタンのデザインは男女ともに同じものとなる。夏制服は男女ともに白半袖のシャツにグレーのズボンおよび、スカートの着用となる。この制服の改正に伴い、男子の学帽の着用は廃止された。
以前の制服
昭和22年（1947年）の学校設立当時は、終戦直後の物資の貧しい時代であり、制服の規定はなかった。一部の生徒は旧制の中学校・女学校の制服にならい、男子は詰襟学生服を、女子はセーラー服を着用した。生活の安定とともにこの服装の着用者が多くなり定着して、これが制服化した。男子は学年に対応した本数の白線を巻いた帽子を着用した。
昭和39年（1964年）4月から、男子は詰襟学生服を、女子は同年度入学の一年生から着用した白ブラウスに、紺色襟なしダブルのジャケットおよびスカートの新制服をそれぞれの奨励服と定められた。

## 姉妹校
- 白老町立萩野中学校（現 白老町立白翔中学校）

仙台市と北海道胆振支庁白老町の姉妹都市提携10周年を記念し、1991年に萩野中と姉妹校になった。以降、萩野中とは交互に記念品の交換をしたり、修学旅行で萩野中を訪問したりといった積極的な交流活動を行っている。これまでの交流活動の経緯や記念品などは2階の「交流室」にて展示されている。また、同教室には姉妹校盟約宣言が掲げられている。

## 規模
| ―        | 1学年  | 2学年  | 3学年  | 計      |
| -------- | ------ | ------ | ------ | ------- |
| 2012年度 | 149(5) | 183(5) | 153(4) | 488(14) |
| 2013年度 | 165(5) | 153(4) | 189(5) | 509(14) |
| 2014年度 | 157(5) | 161(5) | 154(4) | 475(14) |
| 2015年度 | 186(6) | 153(4) | 161(5) | 504(15) |
| 2016年度 | 159(5) | 181(5) | 153(4) | 497(14) |
| 2017年度 | 150(5) | 159(4) | 183(5) | 495(14) |
| 2018年度 | 150(5) | 151(5) | 157(4) | 460(14) |
| 2019年度 | 169(5) | 151(5) | 149(5) | 476(15) |
| 2020年度 | 155(5) | 168(5) | 150(5) | 479(15) |
| 2021年度 | 165(5) | 154(5) | 167(5) | 494(15) |
| 2022年度 | 172(5) | 162(5) | 155(5) | 495(15) |
| 2023年度 | 183(6) | 169(5) | 160(5) | 520(16) |

## 部活動

### 運動部
- 陸上競技部[7]
- 野球部[7]
- ソフトボール部[7]
- サッカー部[7]
- ソフトテニス部（男子・女子）[7]
- バスケットボール部（男子・女子）[7]
- バドミントン部[7]
- 卓球部[7]
- 剣道部（男子・女子）[7]
- 杉の子卓球部[7]

- 水泳部（特設）[7]
- 新体操部（特設）[7]
- 駅伝部（夏季）[7]
- スキー部（冬季、特設）[7]

### 文化部
- 吹奏楽部[7]
- 合唱部(休部中)[7]
- 美術部[7]

## 校史（沿革）
- 1947年（昭和22年） - 学制改革により仙台市立第四中学校として開校。
- 1949年（昭和24年） - 校名を仙台市立上杉山中学校に変更。
- 1949年（昭和24年） - 校歌制定。
- 1953年（昭和28年） - 校旗制定。
- 1956年（昭和31年） - 屋体兼講堂落成。
- 1958年（昭和33年） - 視聴覚・統計教育指定校（市）。
- 1962年（昭和37年） - 仙台市立台原中学校として分校独立。
- 1962年（昭和37年） - 放送教育優秀校として表彰（全国）。
- 1965年（昭和40年） - 創意工夫功労校として表彰（科学技術庁）。
- 1967年（昭和42年） - 文部省より教育課程研究指定。
- 1971年（昭和46年） - 東校舎14教室焼失。
- 1973年（昭和48年） - 25mプール工事竣工。
- 1974年（昭和49年） - 日時計・顕彰碑除幕式 。
- 1977年（平成52年） - 創立30周年記念式典。
- 1978年（昭和53年） - 校章・大時計設置。
- 1984年（昭和59年） - パソコンシステム導入、情報処理教育研究に着手。
- 1985年（昭和60年） - 新設校設置に伴う学区調査。
- 1991年（平成3年） - 北海道白老町萩野区学校と姉妹校調印。
- 1995年（平成7年） - 新入生より新制服に改定。
- 1997年（平成9年）10月 - 創立50周年記念式典、講演会、記念事業。
- 2001年（平成13年）4月 - 2学期制に移行。
- 2003年（平成15年） - 学力向上フロンティアスクールに指定（文部科学省，- 2005年度）。
- 2011年（平成23年）3月 - 東日本大震災発生。
- 2017年（平成29年）11月 - 創立70周年記念式典。

## 校地周辺

### 所在地
- 宮城県仙台市青葉区上杉六丁目7-1

### 交通アクセス
- 仙台市地下鉄南北線・JR仙山線、北仙台駅より徒歩7分
- 宮城交通バス、「上杉山中学校前」バス停より徒歩1分

### 校地周辺
- 〈北〉北仙台駅
- 〈北〉仙台市青葉体育館・仙台市武道館
- 〈北〉仙台北警察署
- 〈西〉北四番丁駅
- 〈西〉仙台市消防局青葉消防署
- 〈西〉宮城県立視覚支援学校
- 〈東〉仙台東照宮
- 〈南〉東北大学明善寮・松風寮
- 〈南〉宮城教育大学附属小学校
- 〈南〉宮城教育大学附属中学校
- 〈南〉仙台放送

### 重点課題
1. 「いじめを許さない学校を目指す心の教育の推進」「学校行事や生徒会活動の活用」「体験を重視した道徳教育の推進」「教育相談の充実」[3]
2. 「伝統を継承した創意ある教育活動の充実」「学校行事等を核にした体力の増進」「SDGsの理念の理解と実践」[3]
3. 「適切な教育課程の編成と実施」「判断力・表現力・思考力を生かした課題解決の態度の育成」「知識・技能を発揮するための“たくましく生きる力”の育成」「主体的に学習に取り組む態度の育成」「ICTを活用した“分かる”“出来る”授業の創造」[3]